# Шукачі могил 2
Шукачі могил 2 (англ. Grave Encounters 2) — канадо-американський фільм жахів Джона Полікуіна. Американська прем'єра фільму відбулася 2 жовтня 2012 року. Картина є продовженням фільму «Шукачі могил» 2011 року. Слоган фільму: «Страх — це просто слово. Реальність набагато гірше».

## Зміст
До рук режисера-молодика Алекса потрапляє фільм жахів «Шукачі могил». Кіно не справляє на нього враження, але ставлення Алекса змінюється, коли йому анонімно надсилають дивний відеоролик, що змахує на вирізану сценку з «Шукачів». Зацікавившись посланням, Алекс намагається знайти творців хітового фільму жахів. Марність цих спроб наштовхує хлопця на думку, що зняте в «Шукачах» відбулося насправді, і автори фільму мертві. Продовжуючи розслідування і отримуючи нові докази своєї теорії, Алекс наважується на останній крок: він пропонує своїм друзям забратися в ту саму закинуту психлікарню, де знімалися «Шукачі могил».

## Ролі
| Актор                | Роль               |
| -------------------- | ------------------ |
| Різ Олександр        | офіцер             |
| Стефані Беннетт      | Тесса Хемілл       |
| Джеффрі Бауер-Чепман | хлопець на YouTube |
| Річард Хармон        | Алекс Райт         |
| Хоуі Лаі             | Джаред Лі          |
| Ліенн Лепп           | Дженніфер Паркер   |
| Мішель Ніл           | поліцейський № 2   |
| Ділан Плейфейра      | Тревор Томпсон     |
| Шон Роджерсон        | Ленс Престон       |

## Цікаві факти
- У фільмі вказані тільки числа, що позначають градуси широти і довготи, але не позначають північна або південна широта, східна або західна довгота. У самому кінці фільму миготить кадр з точними координатами психіатричної лікарні: 49°14`-122°48`. Якщо припустити, що широта північна, а довгота західна, то отримаємо точку південніше Кокітлама (містечка на схід від Ванкувера), причому точка розташована зовсім недалеко від житлових районів цього міста, і поблизу проходять великі шосе.
- Титр з координатами в кінці фільму, вказує на існуючу в дійсності будівлю CENTER LAWN (точні координати: 49°14'45.65,-122° 48'24.61)
- Або ж Лікарня Форензік Псічіатрік Coquitlam, BС Канада (49°14',-122°48') і координати в точності збігаються, виходячи з зйомок — місцевість теж збігається.

## Знімальна група
- Режисер — Джон Полікуін
- Сценарист — Брати Вішес
- Продюсер — Шоун Ангельськи, Мартін Фішер, Даррен Рейтер
- Композитор — Кайно Креддок